# ラ行変格活用
ラ行変格活用（ラぎょうへんかくかつよう）とは、日本語の文語文法における動詞の活用のひとつである。活用語尾が、五十音図のラ行の音をもとにして、変則的な変化をする。縮めて「ラ変」とも呼ぶ。この活用をする動詞は「有り」「居（を）り」「侍（はべ）り」「いますがり（いまそがり・いましがり etc.）
」の四語とその複合語である。「あり」は存在の意味を表すため、他の語と結びついて、指定・措定といった主語と述語を＝で結ぶコピュラの役割を担っている。例えば｢斯かり｣は｢このように｣という意味の副詞｢斯く｣と｢あり｣を複合しているため｢このようだ｣という意味になる。また、形容詞のカリ活用・形容動詞・「けり・たり・なり・り・めり」といった助動詞もラ変と同じ活用の仕方をする。

## ラ行変格活用の例

### 有り
- 未然形-ら
- 連用形-り
- 終止形-り
- 連体形-る
- 已然形-れ
- 命令形-れ

ラ行四段活用と比べると、終止形がイ段である点が異なっている。

## ラ行変格活用動詞の活用
| 基本形     | 活用形 | 活用形 | 活用形 | 活用形 | 活用形 | 活用形 | 活用形 |
| 基本形     | 語幹   | 未然形 | 連用形 | 終止形 | 連体形 | 已然形 | 命令形 |
| ---------- | ------ | ------ | ------ | ------ | ------ | ------ | ------ |
| 有（あ）り | 有     | ら     | り     | り     | る     | れ     | れ     |
| 居（を）り | 居     | ら     | り     | り     | る     | れ     | れ     |

## 口語のラ行特別活用動詞
ござる・為さる（なさる）・下さる（くださる）・いらっしゃる・おっしゃるの五語は「ます」に続く時の連用形が「～い」となる点が通常の五段活用動詞と異なる。また、「ござる」以外は命令形も「～い」となる。この五語は口語のラ行特別活用動詞ともいわれることがある。御座る（ござる）が「ござ」＋ありから、おっしゃるが仰せ＋ありから来ているとはいえ、文語のラ行変格活用の特徴が終止形が連用形と同じであることなのに対して、ラ行特別活用の特徴は連用形と命令形にあるので、文語のラ行変格活用とは別のものである。